# Бачевский, Юзеф

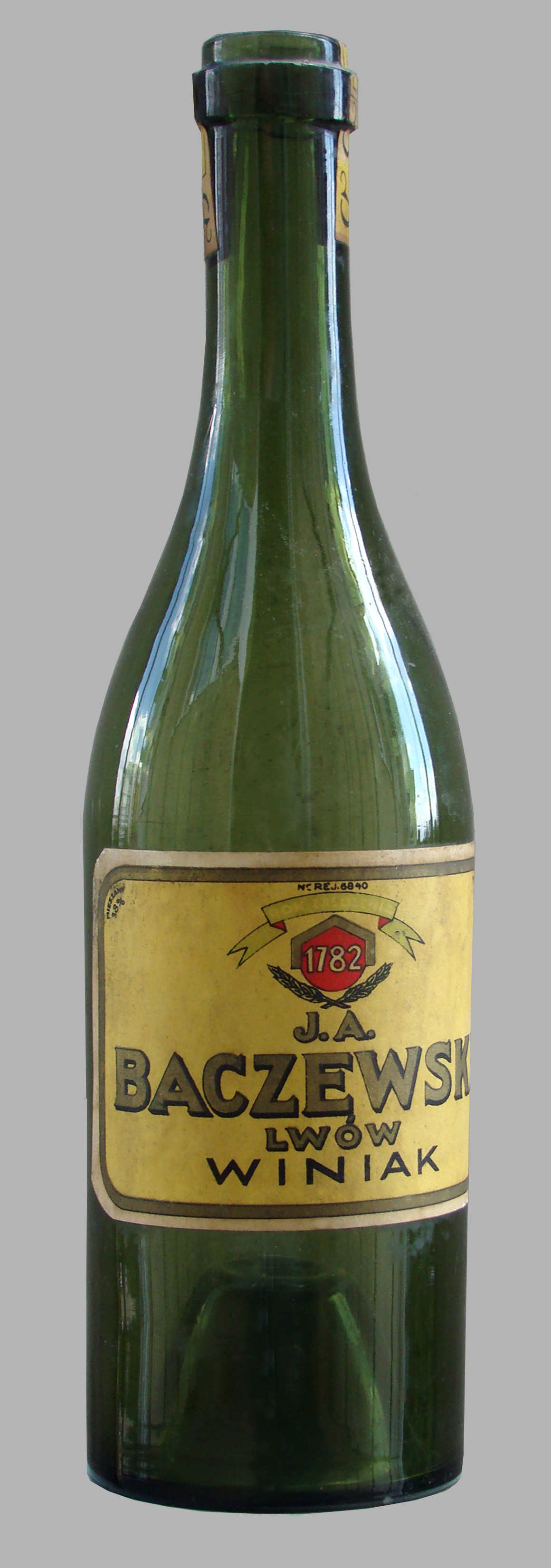
Оригинальная бутылка виньяка Бачевского. 1939

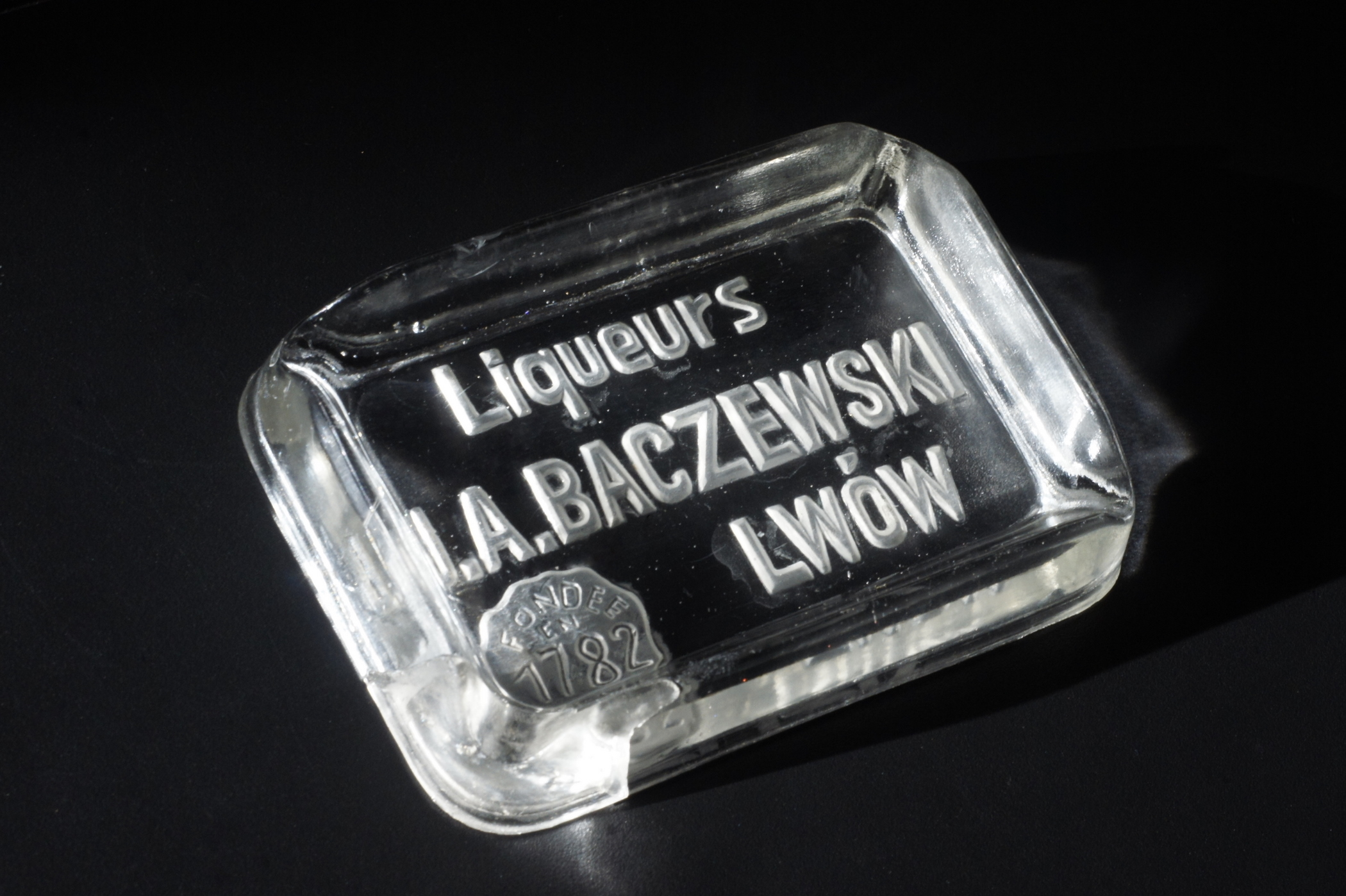
Рекламная пепельница ликероводочной фирмы J. A. Baczewski

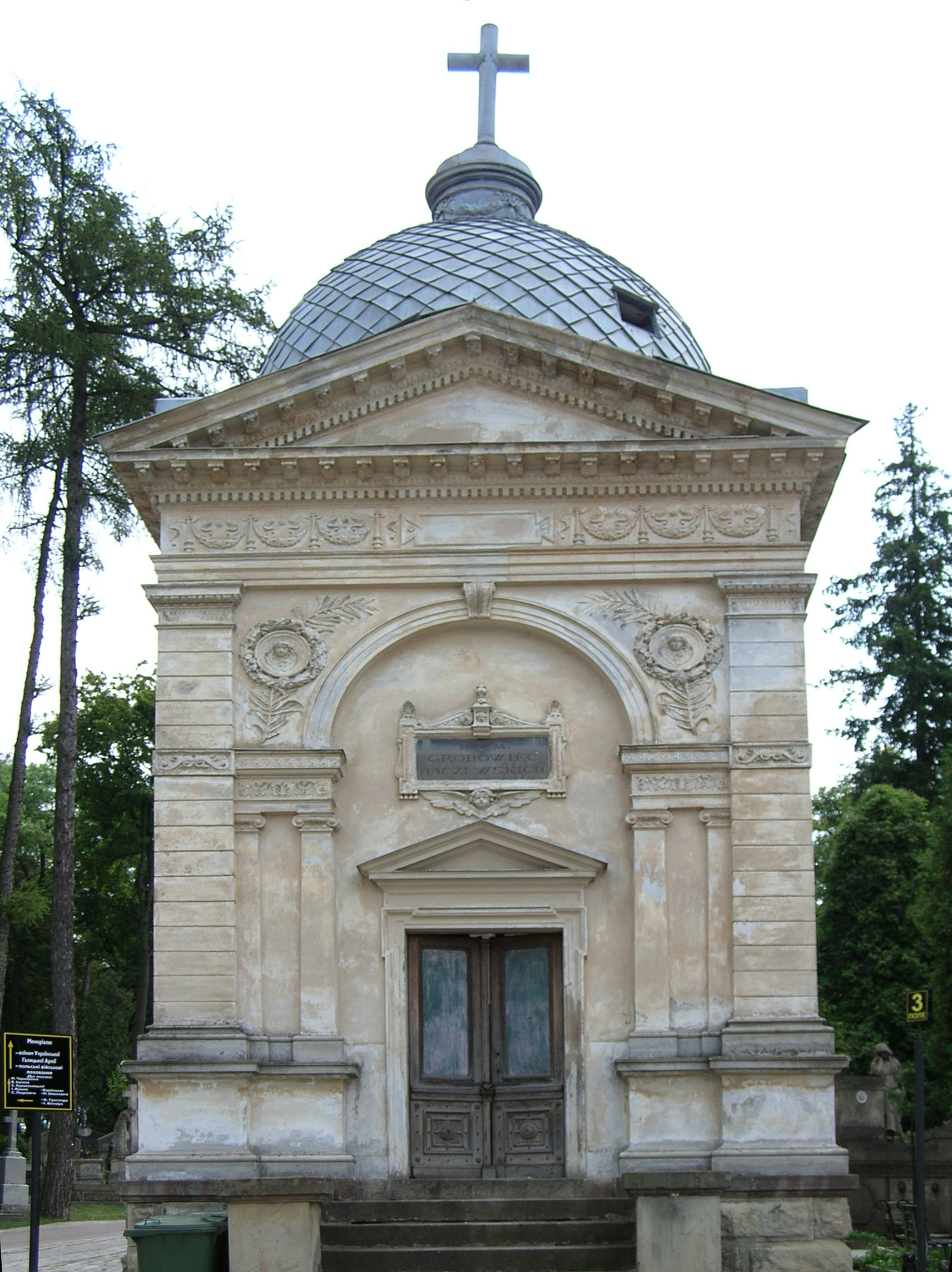
Часовня-мавзолей семьи Бачевских на Лычаковском кладбище во Львове

Юзеф Адам Бачевский (пол. Józef Adam Baczewski; 29 августа 1829 — 16 мая 1911, Львов) — польский предприниматель, химик, владелец известной ликёроводочной фирмы, общественный деятель, филантроп. Участник январского восстания 1863 года. Один из основателей польской национальная школы ферментации и дистилляции.

## Биография
Окончил Львовскую политехнику (ныне Национальный университет «Львовская политехника») и Венский университет. Преподавал химию в сельскохозяйственной академии в Дублянах близ Львова.
С 1856 — владелец семейного ликероводочного бизнеса, основанного в 1782 году.
Был одним из первых предпринимателей Центральной Европы, который проводил масштабную маркетинговую политику. Чтобы его водки и ликёры отличались от других марок, доступных европейцам, распорядился весь экспортный алкоголь продавать вместо бутылок в хрустальных графинах. Со временем все бутылки фирмы Бачевского были заменены на графины. Маркетинговая стратегия Ю. А. Бачевского также использовала рекламу в прессе, а также в виде листовок и афиш. Большое внимание Адам Бачевский предоставлял европейским выставкам, с которых регулярно привозил награды. В конце концов, к концу XIX века название «Бачевские» в Галичине стала синонимом водки.
В 1894 году на Галицкой краевой выставке во Львове построил павильон компании J. A. Baczewski в виде графина, представленный интересной экспозицией и посещаемый чаще других.
Экспортировал продукции во многие страны Европы (в том числе, Германию, Францию, Великобританию), а также на другие континенты (Северная Америка, Южная Америка, Австралия) под торговой маркой J.A. Baczewski. Во время существования Польской Республики (1918—1939) алкогольная продукция J.A. Baczewski, благодаря широкому использованию рекламы, собственной лавке на площади Рынок в центре Львова и договоренностям с владельцами дорогих ресторанов водка Бачевских приобрела популярность у богачей и аристократов.
Львовская фирма Бачевского прекратила своё существование в 1939 года, когда главный корпус фабрики был уничтожен во время бомбардировки города немецкой авиацией, позже оборудование и товарные запасы были разграблены занявшими Львов советскими частями и жителями города.
Был императорским коммерческим советником, поставщиком императорской семьи Австро-Венгрии. Создал фонд своего имени для одарённых студентов.
Соорудил одну из крупнейших гробниц на Лычаковском кладбище во Львове, по проекту архитектора Яном Шульцем (1883) и предназначенного для последнего пристанища семьи Бачевских. В Польше фабрику считают старейшей ликероводочной фабрикой.
Был кавалером орденов Железной Короны и Императорского австрийского ордена Франца Иосифа.
Сыновья Ю. Бачевского Адам м Стефан погибли в Катыни. После окончания Второй мировой войны потомки Ю. Бачевского восстановили производство в Вене под той же маркой J.A. Baczewski.